# 二川宿

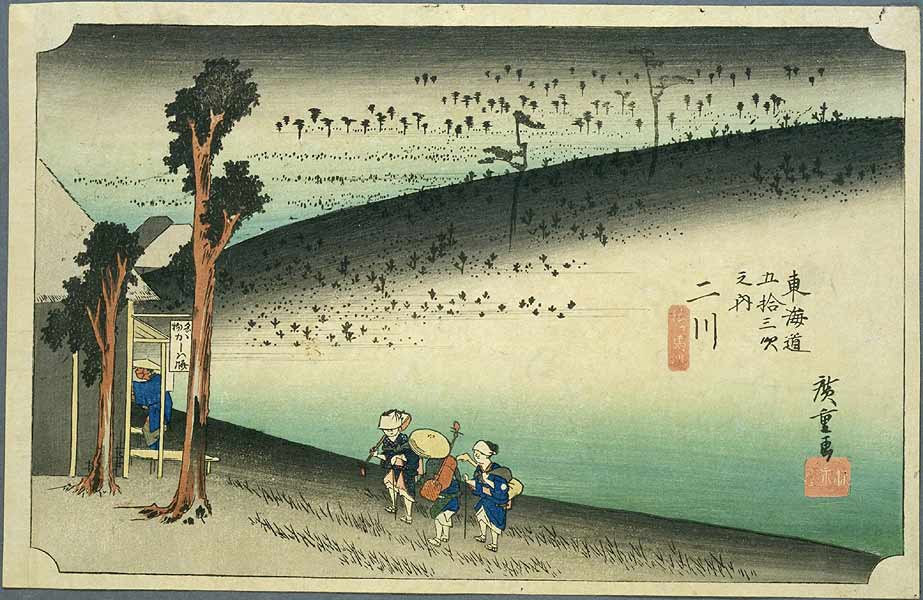
歌川広重『東海道五十三次・二川』

二川宿（ふたがわしゅく、ふたがわじゅく）は、東海道五十三次の33番目の宿場である。三河国最東端の宿場町である。征夷大将軍の天領であった。現在の愛知県豊橋市二川町と大岩町に相当する。

## 歴史

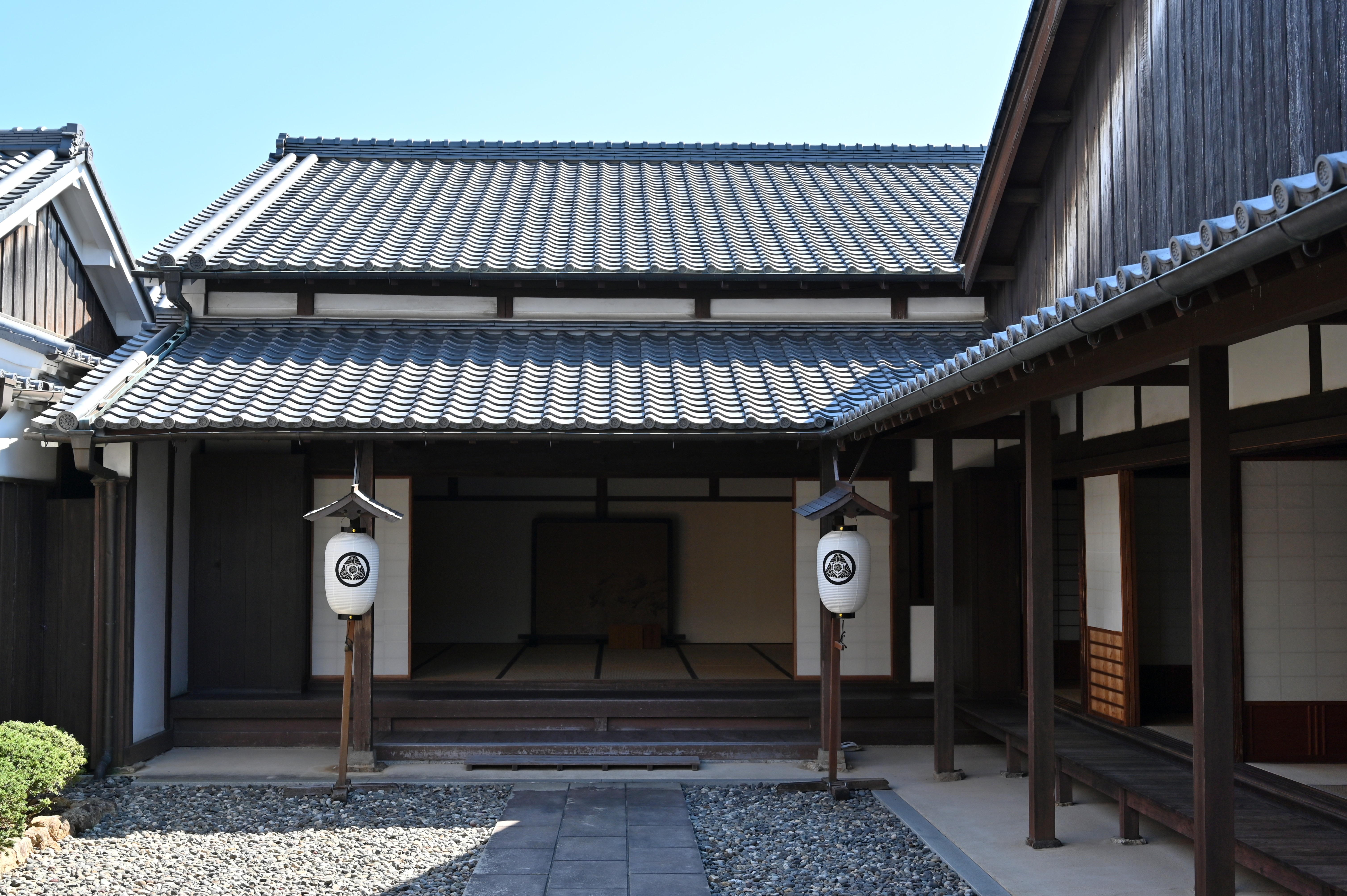
本陣

### 宿場の建設
1601年（慶長6年）の東海道設定当初から、三河国渥美郡二川村と大岩村の2村で宿場として人馬継立業務を担当していた。しかし小さな村であり、また1.3kmほど離れていたため、しばらくすると負担に耐えられなくなった。江戸幕府は1644年（正保元年）に二川村を西に、大岩村を東に移動させ、二川宿と加宿大岩町として再構成させた。
江戸の日本橋より西に72里3町 (単位)（約283km）に位置し、東の白須賀宿とは1里17町（約5.8km）、西の吉田宿とは1里20町（約6.1km）離れており、町並は12町16間（約1.3km）の長さがあった（二川宿は6町36間、大岩町は5町40間）。
二川宿には本陣1軒、脇本陣1軒、旅籠が約30軒ほどあり、大岩町は宿ではなく町であったため旅籠は設置されなかった。二川宿の本陣は数度の大火に遭い、そのたびに再建されてきた。

### 明治時代以後
明治維新後に現在の東海道本線が建設された際には駅が設置されなかったが、鉄道の便利さが認識された後には請願が行われ、旧二川宿と旧加宿大岩町の中間に二川駅が設置された。駅の位置が二川宿の西端と離れていたため、宿場町周辺の開発がほとんど行われず、現在も約2km余りに旧宿場町の面影を残している。
明治後も取り壊されずに残った本陣の一部は1988年（昭和63年）に改修・復元が行われ、また資料館が併設された。本陣一帯は豊橋市の史跡に、1807年以降の宿帳33冊は愛知県の有形民俗文化財とされている。

## 幕末から維新時の統治機関の変遷
三河国二川宿は徳川時代は征夷大将軍の天領であって現在は愛知県庁の管轄下であるが、その間さまざまな統治機関の下に置かれた。
- 徳川時代 - 江戸城（現在の東京都千代田区）の征夷大将軍の下の代官所 （海道赤坂宿の赤坂陣屋。愛知県豊川市赤坂町。）
- 慶応4年（1868年）4月 - 三河裁判所（吉田城下の悟真寺。現在の同県豊橋市関屋町）幕領から京の朝廷直轄領への管轄移行による。
- 慶応4年（1868年）6月 - 三河県（徳川時代と同じ赤坂陣屋）府藩県三治制による。
- 慶応4年（1868年）9月4日 - 駿府藩（駿府城。現在の静岡県静岡市葵区）徳川宗家（第16代徳川家達）領への管轄移行による。
- 明治元年（1868年）9月8日 - 明治改元
- 明治2年（1869年）8月 - 静岡藩（駿府藩に同じ）駿府藩の名称変更による。
- 明治4年（1871年）7月 - 静岡県（静岡藩に同じ）廃藩置県による。
- 明治4年（1871年）11月 - 額田県（岡崎城。現在の愛知県岡崎市康生町）府県域の整理による。
- 明治5年（1872年）11月 - 愛知県（名古屋城。現在の同県名古屋市中区）合併による。

## 史跡・みどころ

### 二川宿付近
- 豊橋市二川宿本陣資料館
- 旅籠屋「清明屋」
- 商家「駒屋」
- 商家「三ツ田屋」
- 二川伏見稲荷
- 大岩神明宮
- 二川八幡神社
- 岩屋観音

### 二川宿から少し離れた所
- 普門寺（豊橋市雲谷町）

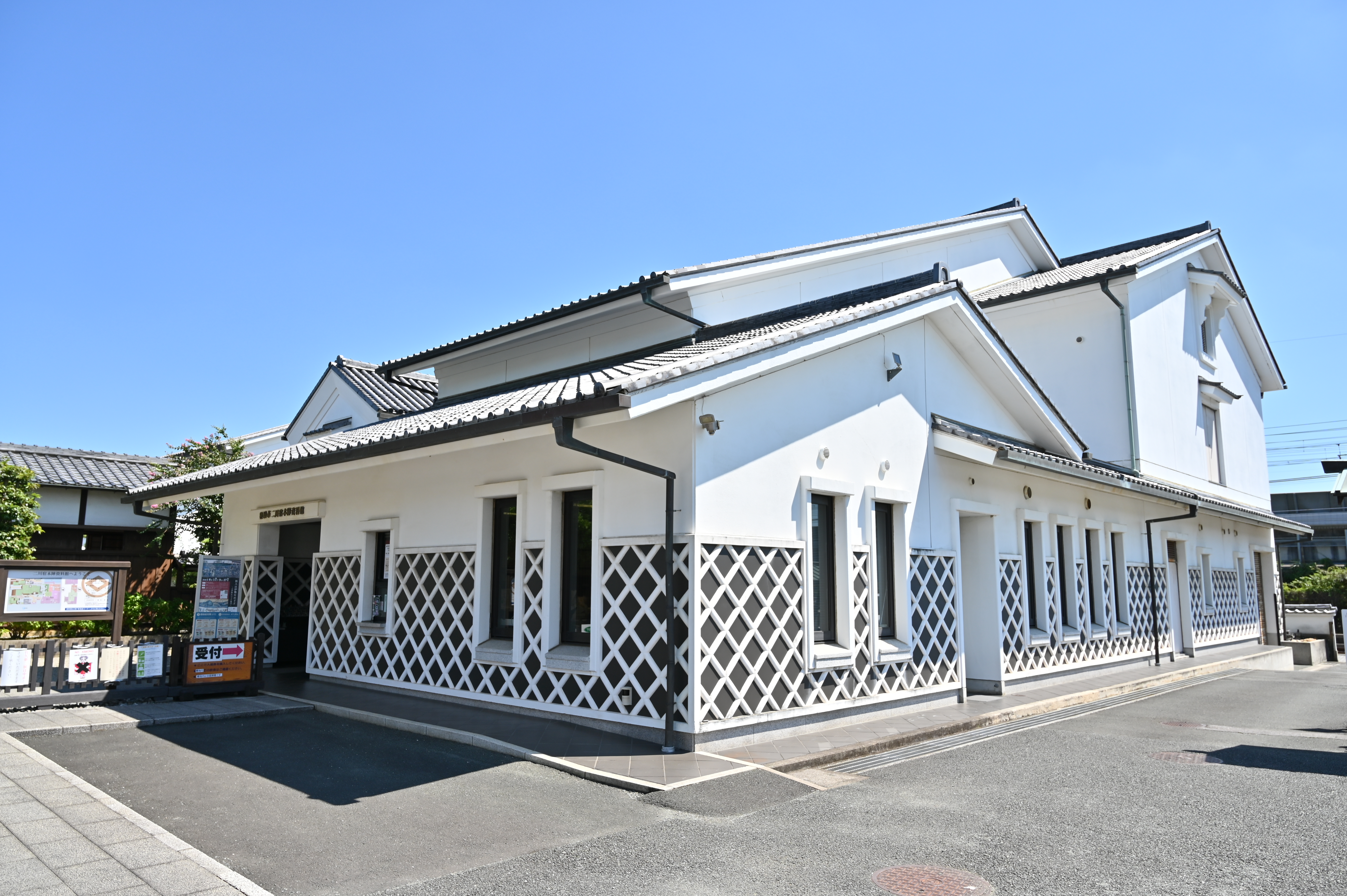
豊橋市二川宿本陣資料館
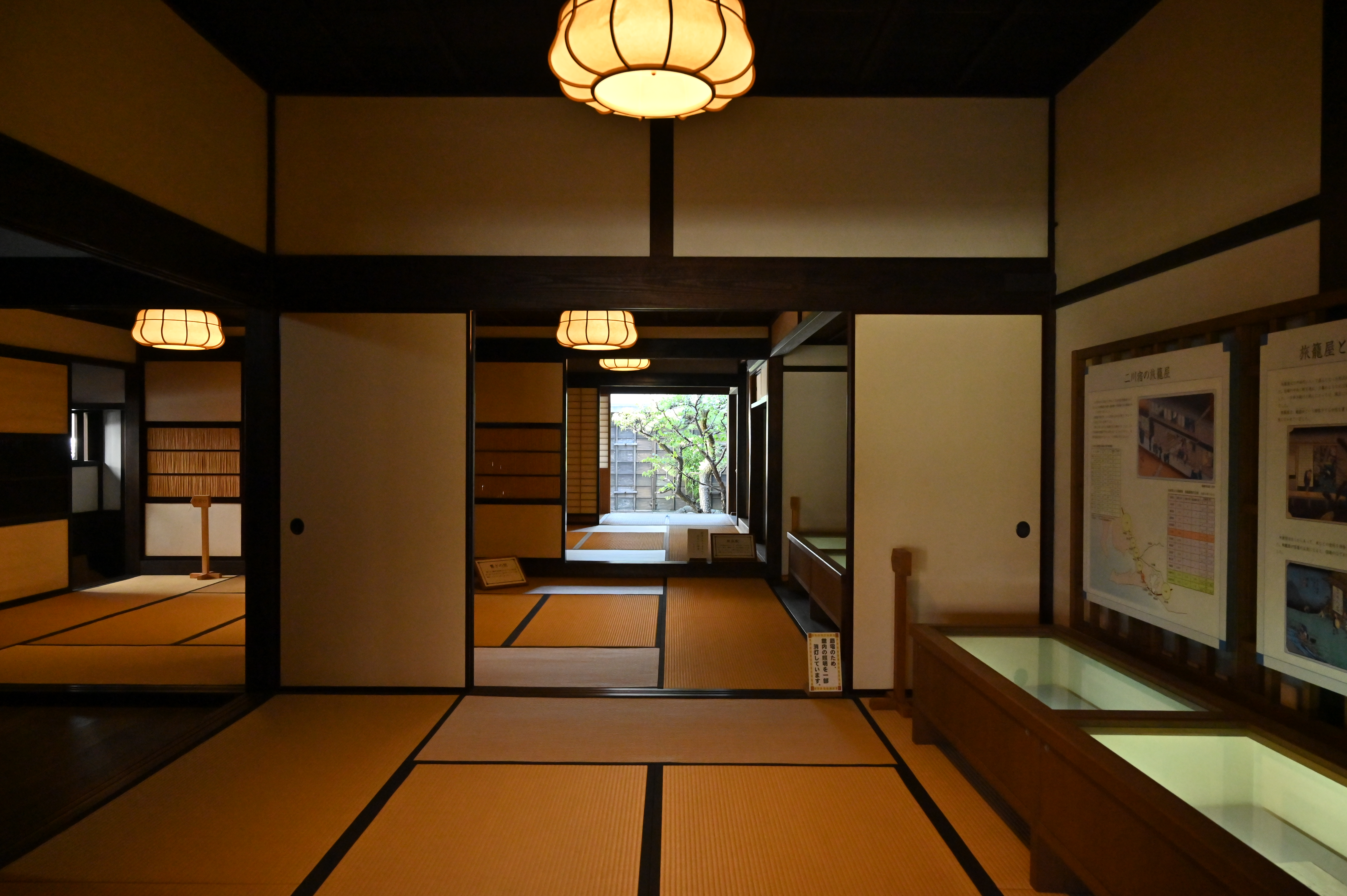
旅籠屋「清明屋」
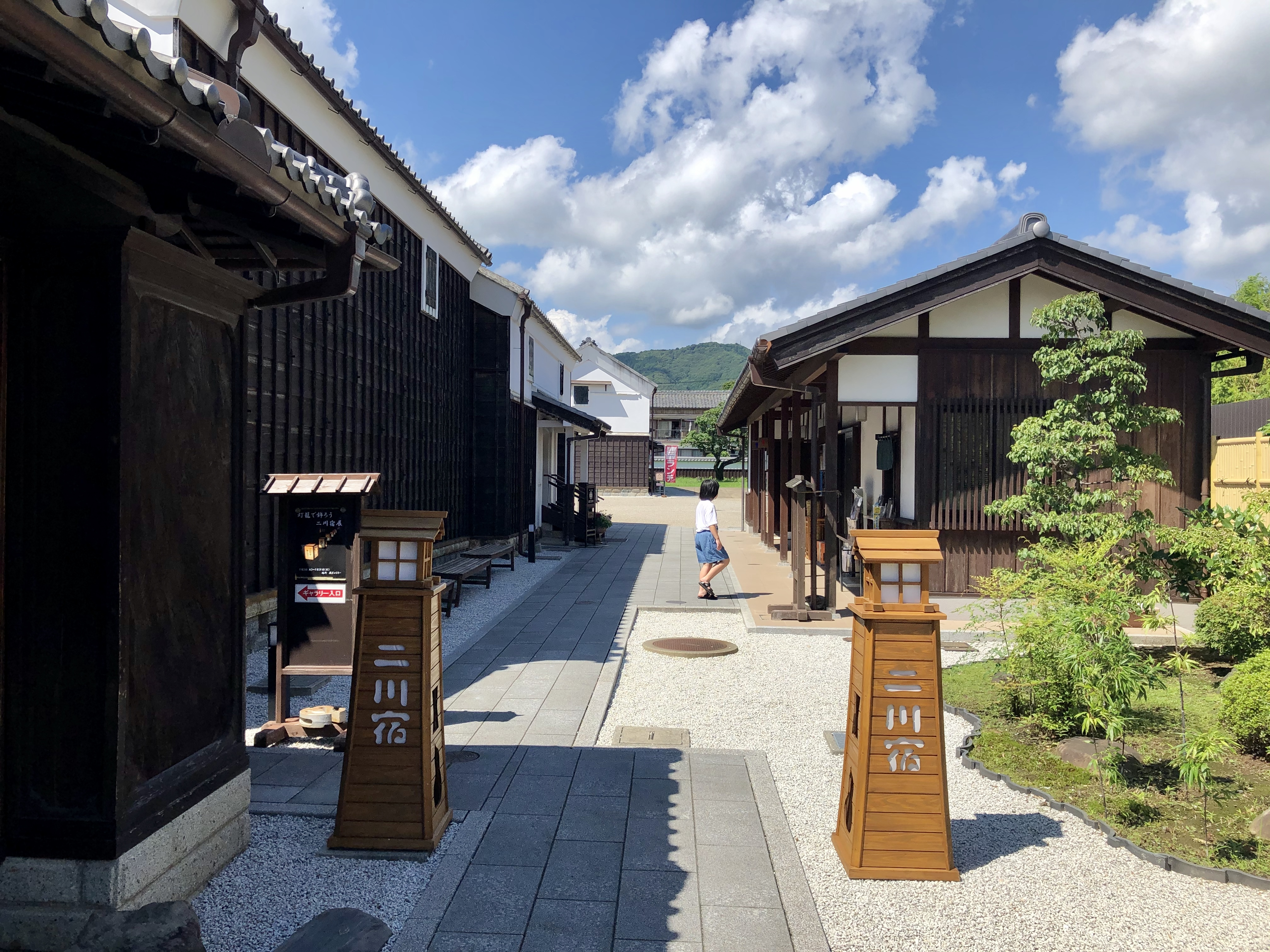
商家「駒屋」
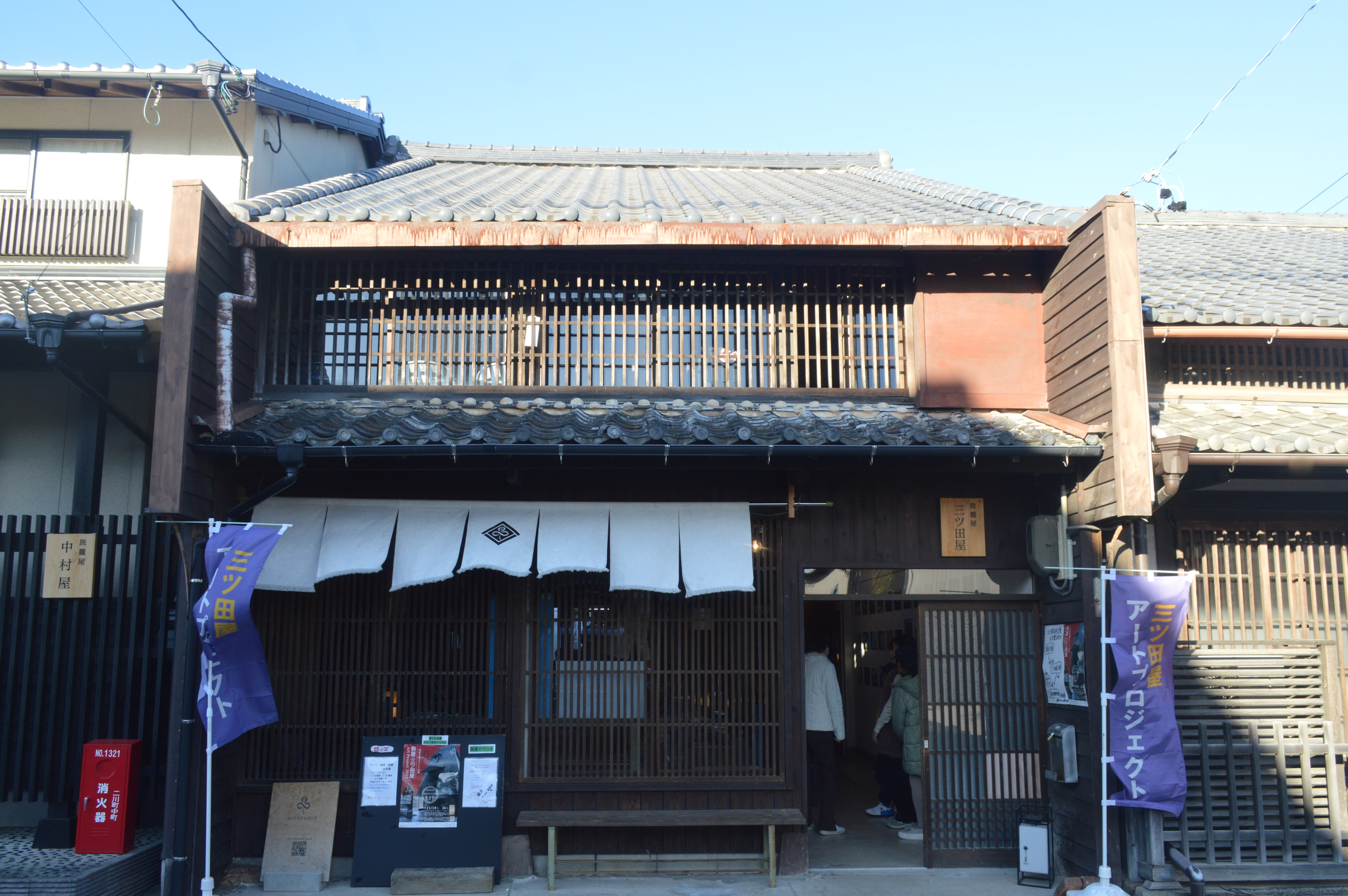
商家「三ツ田屋」
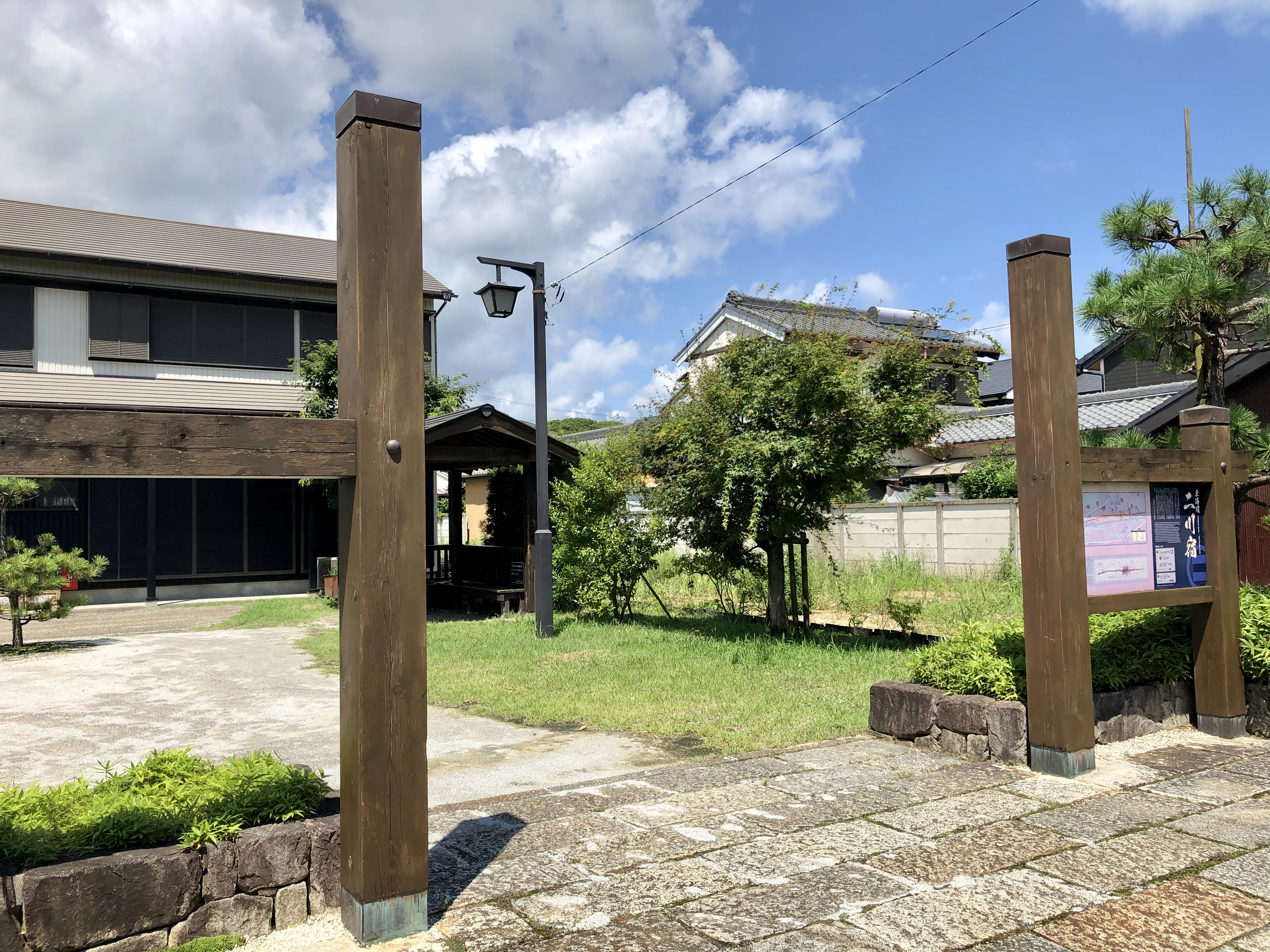
二川宿まちなか公園
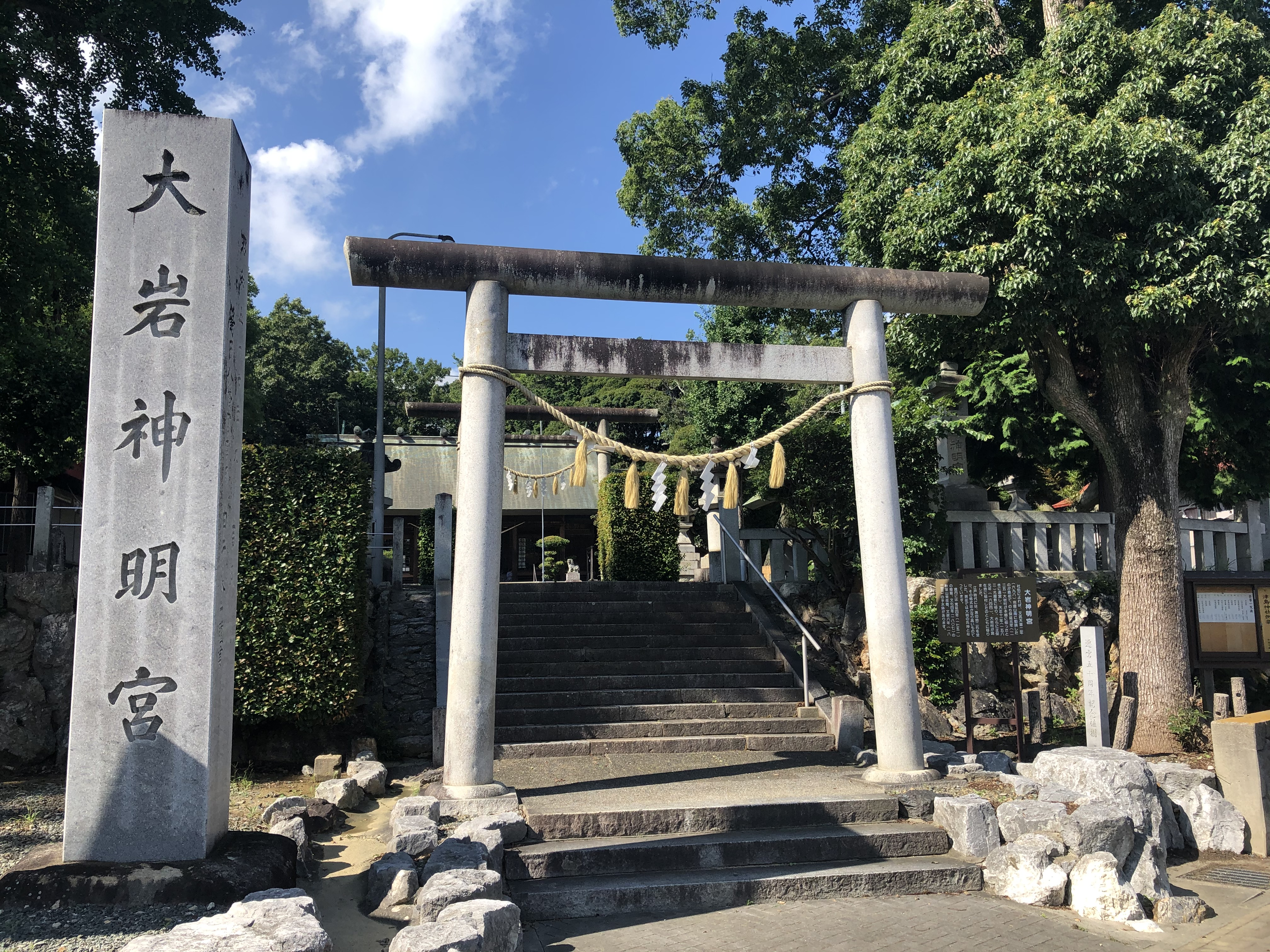
大岩神明宮
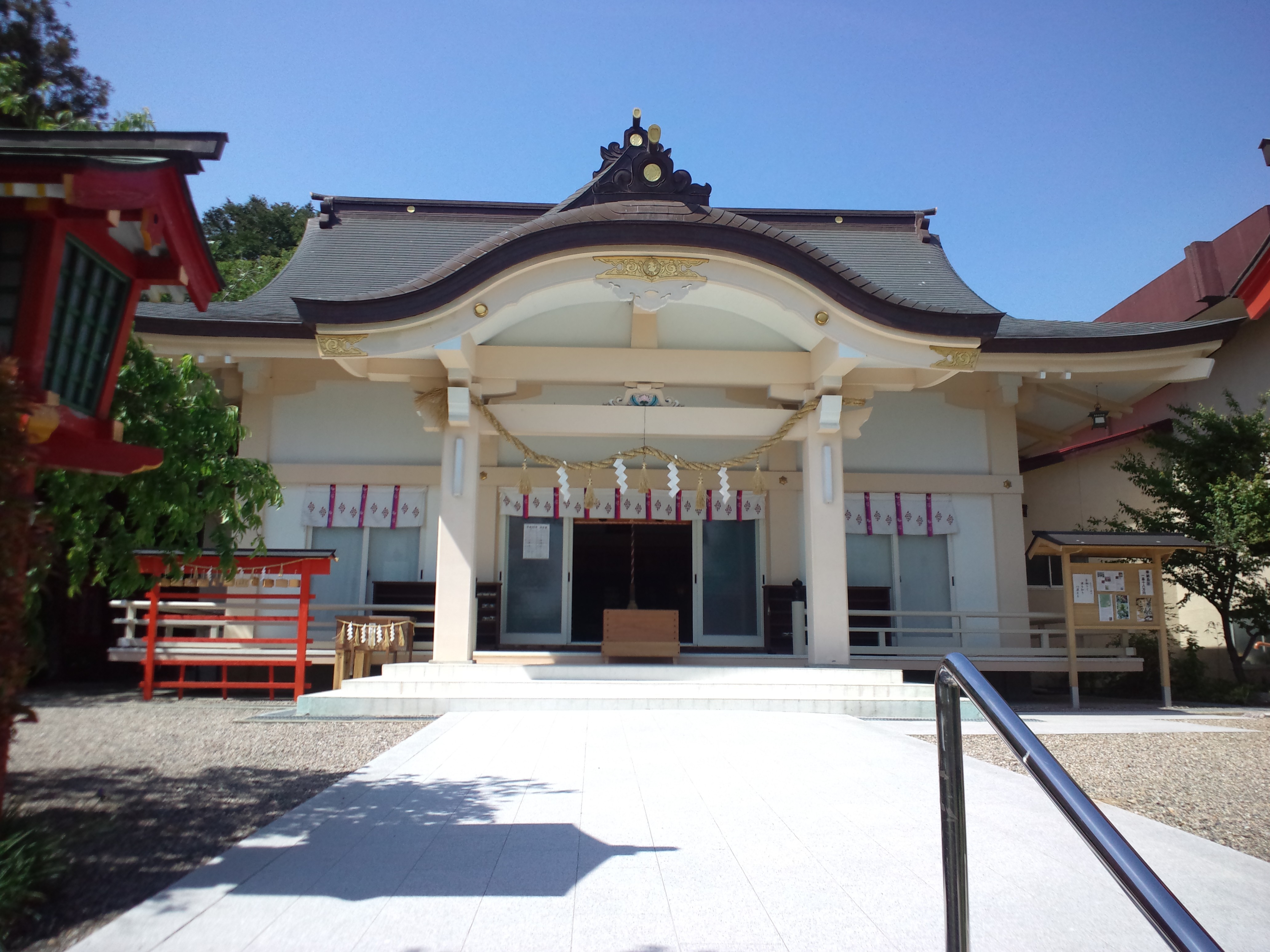
二川伏見稲荷
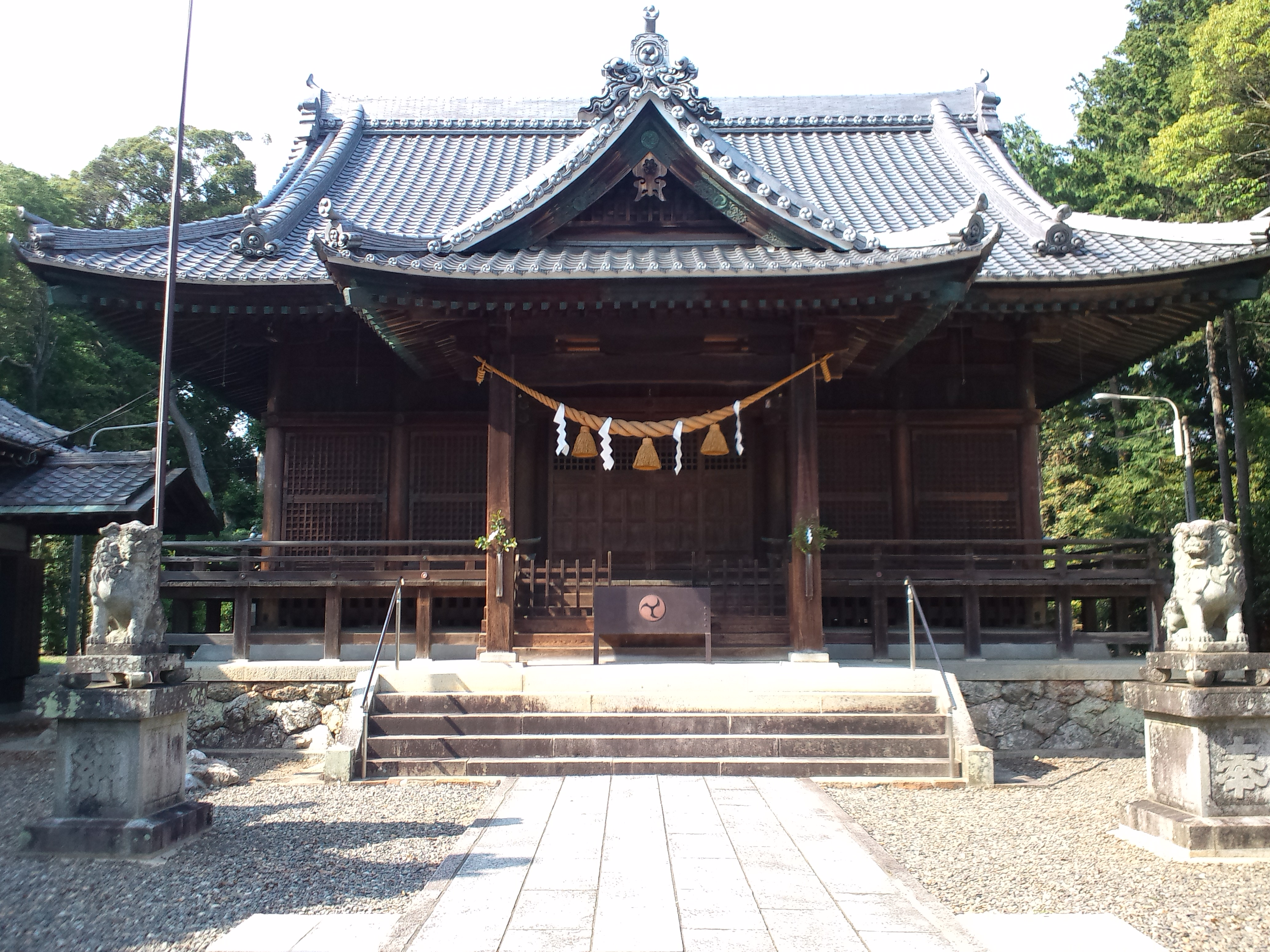
二川八幡神社
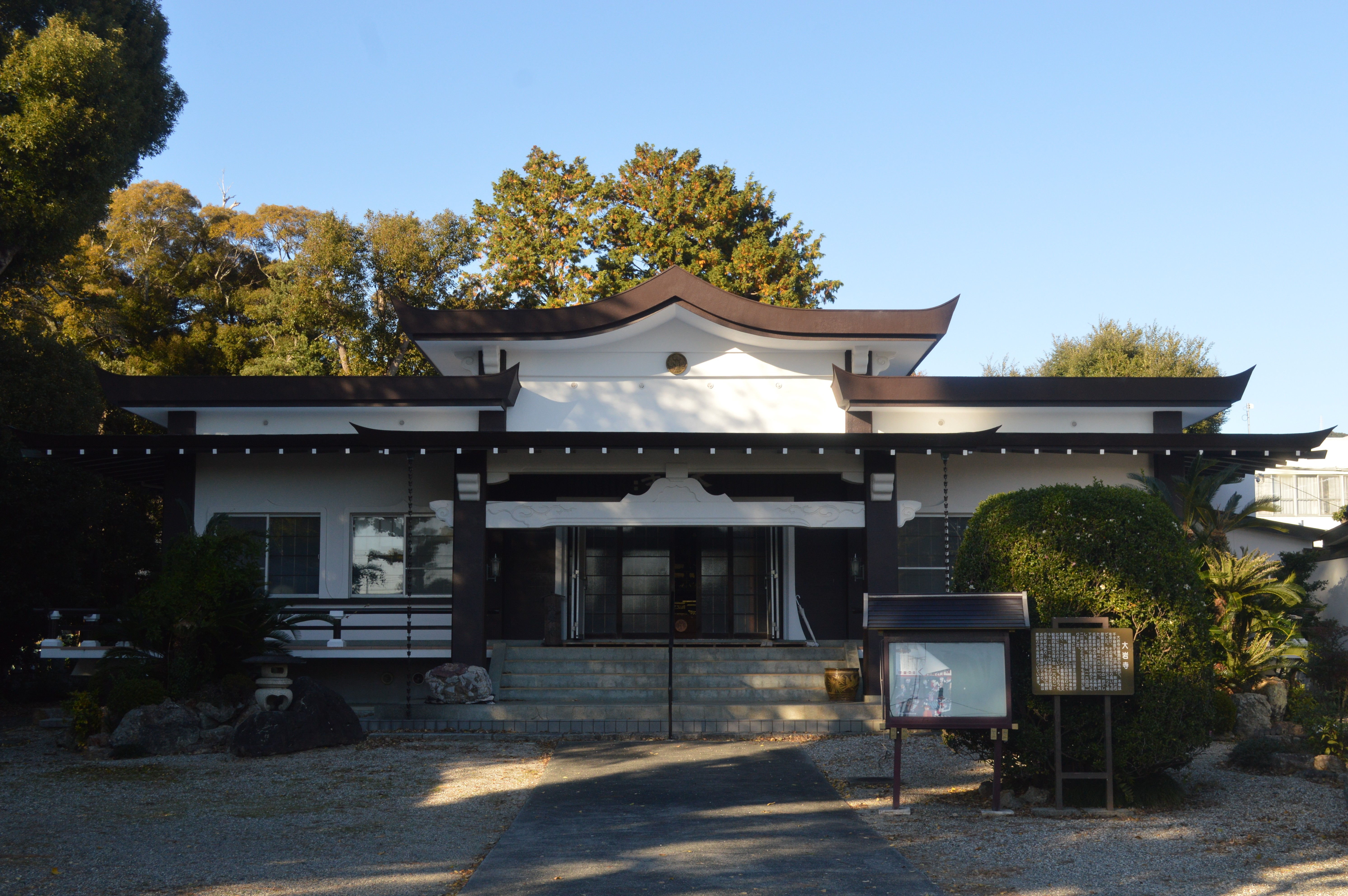
大岩寺
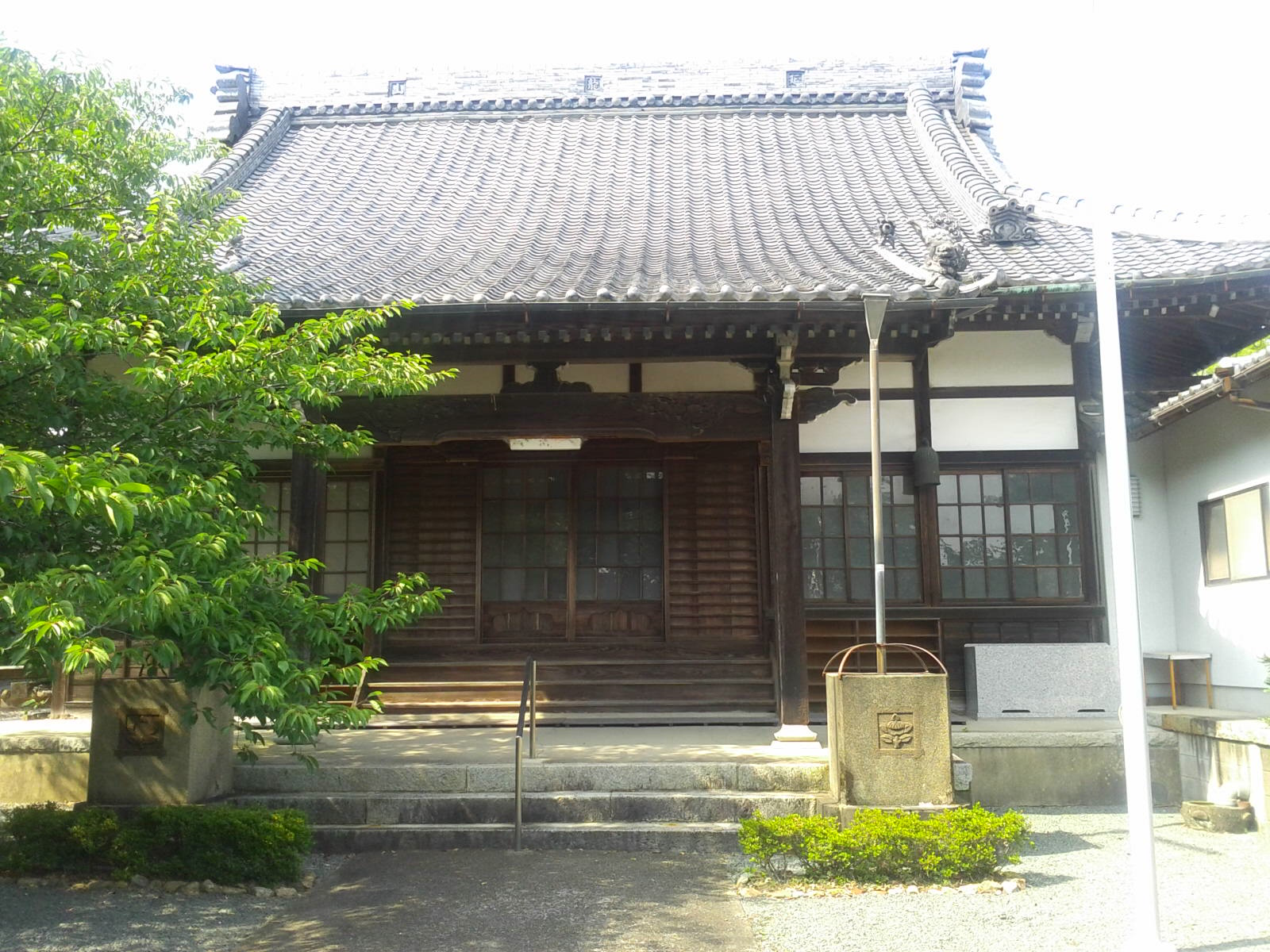
妙泉寺

## 最寄駅
- JR東海道本線二川駅

## 隣の宿
東海道
白須賀宿 - 二川宿 - 吉田宿